# Окаяма (город)
Окаяма (яп. 岡山市 Окаяма-си) — город, определённый указом правительства Японии, расположенный на юго-западе острова Хонсю. Административный центр одноимённой префектуры. Портовый город на месте впадения реки Асахи в залив Кодзима.
Площадь города составляет 789,92 км², население — 714 128 человек (1 августа 2014), плотность населения — 904,05 чел./км².

## История
Город был основан 1 июня 1889 года из нескольких общин. Индустриальное развитие города началось в конце XIX века со строительством железной дороги. Окаяма стала важным образовательным и транспортным центром западной Японии. Во время Второй мировой войны Окаяма была практически полностью разрушена в результате налетов американской авиации, так как здесь находилась военная база японской армии, но после войны город был заново отстроен. В Окаяме 18 марта 1967 года, на улице перед государственной школой для слепых префектуры Окаяма расположенной по адресу район Нака, 4-16-53 Хараосима, возле японской дороги национального значения № 250 было впервые в мире установлено тактильное покрытие, для помощи ориентации в пространстве людям с нарушениями зрения.

## Достопримечательности

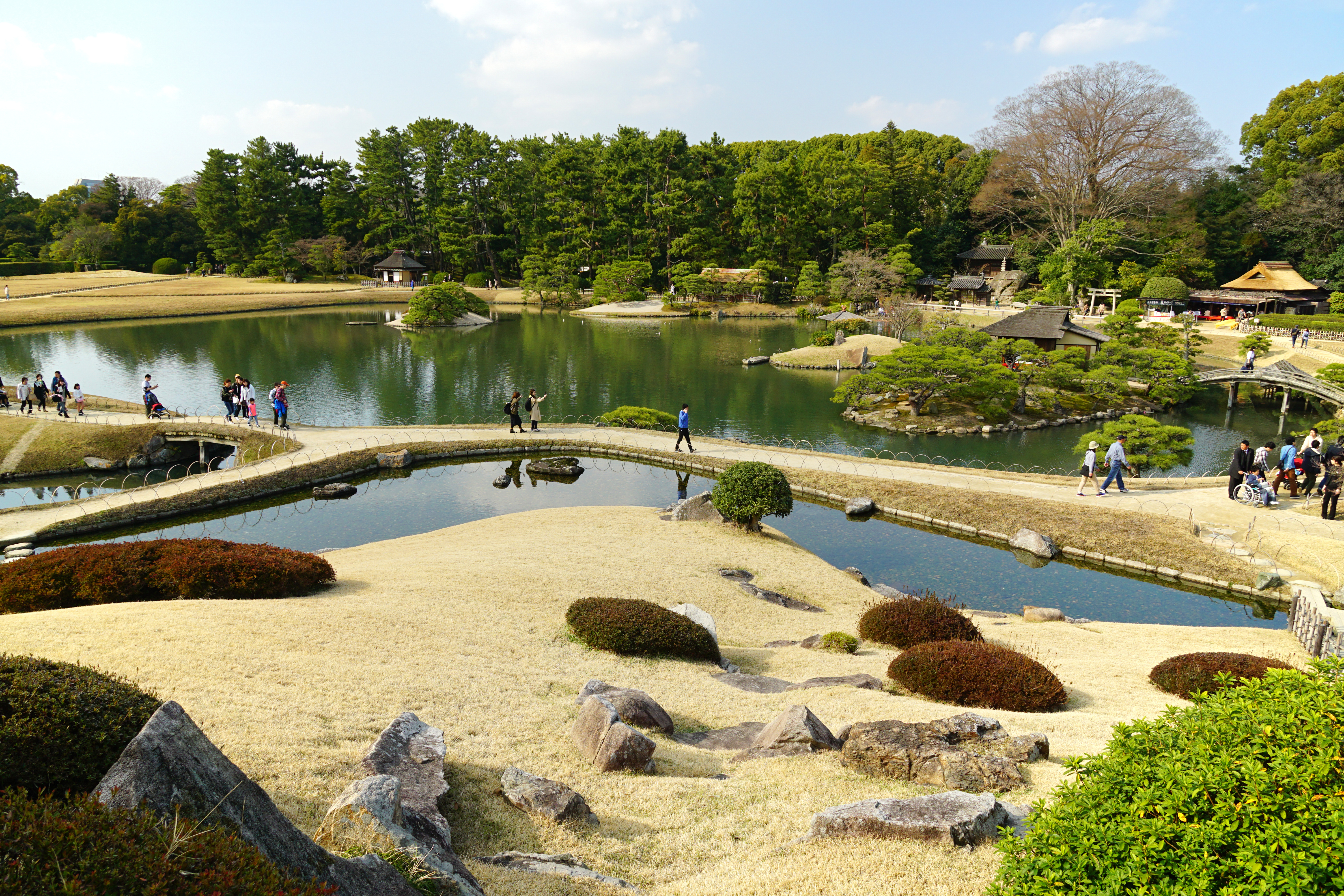
Коракуэн (вид с горы Юисин)

- Музей искусств префектуры Окаяма расположен в здании, построенном архитектором Синъити Окадой. Здесь выставлены работы известных художников региона, включая рисунки тушью Сэссю (1420—1506), работы художника, писателя и мастера мечей Миямото Мусаси (умер в 1645) и знаменитого мастера гравюры укиё-э Утагавы Куниёси (1798—1861).
- Художественный музей Хаясибара хранит вещи, принадлежавшие клану Икэда, управлявшего Окаямой до 1868 года. Экспозиция включает мебель, мечи и театральные костюмы. Некоторые из них являются национальными сокровищами.
- Пейзажный сад Кораку-эн — один из трех самых известных садов в Японии, два других — Кэнроку-эн в Канадзаве и Кайраку-эн в Мито. Коракуэн был заложен феодальным правителем Икэдой Цунамасой[англ.] в 1686 году и достроен в 1700 году. Сад с прудами, каналами, рукотворными островами был устроен так, чтобы расположенный здесь замок Окаяма гармонично вписался в окружающий пейзаж. В саду находится несколько чайных домиков, павильоны стоят на лужайках в окружении клёнов, вишнёвых и абрикосовых деревьев. Над ручьями перекинуты изящные мостики, а в июне по берегам цветут ирисы.
- Замок Окаяма, построен в XVI веке, из-за чёрного цвета стен получил название «Вороний замок». Во время Второй мировой войны практически разрушен американскими бомбардировками, в 1966 году замок был восстановлен, оригинальной осталась лишь уцелевшая Башня любования луной. Внутри замка находится музей самурайского наследия, где выставлены старинное оружие, доспехи и деревянные изделия.
- Художественный музей Юмэдзи представляет работы художника начала периода Тайсё (1912—1926) Юмэдзи Такэхисы. Его пейзажи выполнены в манере, близкой к европейскому экспрессионизму.
- Музей Востока представляет азиатские древности.

## Города-побратимы
Окаяма породнена с пятью городами:
- Сан-Хосе, Калифорния, США (1957);
- Сан-Хосе, Коста-Рика (1969);
- Пловдив, Болгария (1972);
- Пучхон, Республика Корея (2002);
- Лоян, КНР (1981).

## Промышленность
- машиностроение
- текстильная промышленность
- химическая промышленность
- производство каучука
- кустарное производство фарфора и керамических изделий
- сельское хозяйство: плантации риса, персиков, винограда, оливковых деревьев

## Транспорт
Окаяма — очень важный пункт связи и пересадочный узел.
В Окаяме есть международный аэропорт. Железнодорожный вокзал Окаямы обслуживает высокоскоростные поезда Санъё-синкансэн, а также поезда нескольких региональных железных дорог. Из порта Син-Окаяма (Shin-Okayma), расположенного в нескольких километрах от вокзала, ходят пассажирско-автомобильные паромы на остров Сёдосима.
В городе действует небольшая трамвайная сеть, а также большое количество городских, пригородных и междугородных автобусных маршрутов.

## Образование
Национальный университет Окаямы, открытый в 1949 году и являющийся со своими 16 факультетами одним из крупных университетов Японии.
Кроме этого, существует 7 частных университетов, 3 профессиональных колледжа, 24 средних школы, 7 6-летних школ, 37 неполных средних школ и 93 начальных школы.

## Соседние города и общины
- Курасики
- Тамано
- Содзя
- Бидзэн
- Сэтоути
- Акаива

## Интересные факты
Каждый февраль в Окаяме проводится «голый фестиваль» Хадака-мацури.